# United Autosports
United Autosports – brytyjski zespół wyścigowy założony przez Zaka Browna i Richarda Deana.

## Wyniki

### 24 Hours of Le Mans
| Sezon | Klasa | Nr | Samochód       | Silnik               | Kierowcy                                       | Okrążenia | Poz. | Poz. kl. |
| ----- | ----- | -- | -------------- | -------------------- | ---------------------------------------------- | --------- | ---- | -------- |
| 2017  | LMP2  | 32 | Ligier JS P217 | Gibson GK428 4.2L V8 | Will Owen Hugo de Sadeleer Filipe Albuquerque  | 362       | 5    | 4        |
| 2018  | LMP2  | 22 | Ligier JS P217 | Gibson GK428 4.2L V8 | Philip Hanson Paul di Resta Filipe Albuquerque | 288       | NU   | NU       |
| 2018  | LMP2  | 32 | Ligier JS P217 | Gibson GK428 4.2L V8 | Hugo de Sadeleer Will Owen Juan Pablo Montoya  | 365       | 7    | 3        |
| 2019  | LMP2  | 22 | Ligier JS P217 | Gibson GK428 4.2L V8 | Philip Hanson Paul di Resta Filipe Albuquerque | 364       | 9    | 4        |
| 2019  | LMP2  | 32 | Ligier JS P217 | Gibson GK428 4.2L V8 | Ryan Cullen Alex Brundle Will Owen             | 348       | 19   | 14       |
| 2020  | LMP2  | 22 | Oreca 07       | Gibson GK428 4.2L V8 | Philip Hanson Paul di Resta Filipe Albuquerque | 370       | 5    | 1        |
| 2020  | LMP2  | 32 | Oreca 07       | Gibson GK428 4.2L V8 | Will Owen Alex Brundle Job van Uitert          | 359       | 17   | 13       |
| 2021  | LMP2  | 22 | Oreca 07       | Gibson GK428 4.2L V8 | Filipe Albuquerque Philip Hanson Fabio Scherer | 328       | 40   | 18       |
| 2021  | LMP2  | 23 | Oreca 07       | Gibson GK428 4.2L V8 | Paul di Resta Alex Lynn Wayne Boyd             | 361       | 9    | 4        |
| 2021  | LMP2  | 32 | Oreca 07       | Gibson GK428 4.2L V8 | Jonathan Aberdein Nico Jamin Manuel Maldonado  | 75        | NU   | NU       |
| 2022  | LMP2  | 22 | Oreca 07       | Gibson GK428 4.2L V8 | Filipe Albuquerque Philip Hanson Will Owen     | 366       | 14   | 10       |
| 2022  | LMP2  | 23 | Oreca 07       | Gibson GK428 4.2L V8 | Alex Lynn Oliver Jarvis Josh Pierson           | 368       | 10   | 6        |

### FIA World Endurance Championship
| Sezon     | Klasa | Nr | Samochód | Silnik               | Kierowcy                                                                | Wyniki w poszczególnych rundach | Wyniki w poszczególnych rundach | Wyniki w poszczególnych rundach | Wyniki w poszczególnych rundach | Wyniki w poszczególnych rundach | Wyniki w poszczególnych rundach | Wyniki w poszczególnych rundach | Wyniki w poszczególnych rundach | Punkty | Pozycja |
| --------- | ----- | -- | -------- | -------------------- | ----------------------------------------------------------------------- | ------------------------------- | ------------------------------- | ------------------------------- | ------------------------------- | ------------------------------- | ------------------------------- | ------------------------------- | ------------------------------- | ------ | ------- |
| 2019/2020 | LMP2  | 22 | Oreca 07 | Gibson GK428 4.2L V8 | Philip Hanson Filipe Albuquerque Paul di Resta Oliver Jarvis            | SIL                             | FUJ                             | SHA                             | BAH                             | COA                             | SPA                             | LMS                             | BAH                             | 190    | 1       |
| 2019/2020 | LMP2  | 22 | Oreca 07 | Gibson GK428 4.2L V8 | Philip Hanson Filipe Albuquerque Paul di Resta Oliver Jarvis            | NU                              | 3                               | 3                               | 1                               | 1                               | 1                               | 1                               | 4                               | 190    | 1       |
| 2021      | LMP2  | 22 | Oreca 07 | Gibson GK428 4.2L V8 | Philip Hanson Fabio Scherer Filipe Albuquerque Paul di Resta Wayne Boyd | SPA                             | POR                             | MNZ                             | LMS                             | BAH1                            | BAH2                            |                                 |                                 | 107    | 4       |
| 2021      | LMP2  | 22 | Oreca 07 | Gibson GK428 4.2L V8 | Philip Hanson Fabio Scherer Filipe Albuquerque Paul di Resta Wayne Boyd | 1                               | 3                               | 1                               | 10                              | 4                               | 4                               |                                 |                                 | 107    | 4       |
| 2022      | LMP2  | 22 | Oreca 07 | Gibson GK428 4.2L V8 | Philip Hanson Filipe Albuquerque Will Owen                              | SEB                             | SPA                             | LMS                             | MNZ                             | FUJ                             | BAH                             |                                 |                                 | 31*    | 8*      |
| 2022      | LMP2  | 22 | Oreca 07 | Gibson GK428 4.2L V8 | Philip Hanson Filipe Albuquerque Will Owen                              | 7                               | 5                               | 7                               |                                 |                                 |                                 |                                 |                                 | 31*    | 8*      |
| 2022      | LMP2  | 23 | Oreca 07 | Gibson GK428 4.2L V8 | Josh Pierson Oliver Jarvis Paul di Resta Alex Lynn                      | SEB                             | SPA                             | LMS                             | MNZ                             | FUJ                             | BAH                             |                                 |                                 | 66*    | 2*      |
| 2022      | LMP2  | 23 | Oreca 07 | Gibson GK428 4.2L V8 | Josh Pierson Oliver Jarvis Paul di Resta Alex Lynn                      | 1                               | 6                               | 5                               |                                 |                                 |                                 |                                 |                                 | 66*    | 2*      |